# 1-butanol
1-butanolul (cunoscut și ca alcool n-butilic sau normal butanol) este un alcool primar care conține 4 atomi de carbon în moleculă, având formula chimică C4H9OH. Este unul dintre izomerii butanolului, iar printre aceștia se numără izobutanolul, 2-butanolul și terț-butanolul.
1-butanolul apare în natură ca produs al fermentației zaharurilor și a altor glucide, și este prezent în multe mâncăruri și băuturi.